# سعادت بلاغی
سعادت بلاغی یک روستا در ایران است که در دهستان ارشق مرکزی واقع شده‌است. سعادت بلاغی ۲۱ نفر جمعیت دارد.